# 1020
| Calendário gregoriano                                                        | 1020 MXX                                             |
| Ab urbe condita                                                              | 1773                                                 |
| Calendário arménio                                                           | 469 – 470                                            |
| Calendário bahá'í                                                            | -824 – -823                                          |
| Calendário budista                                                           | 1564                                                 |
| Calendário chinês                                                            | 3716 – 3717 Início a 28 de janeiro (aproximadamente) |
| Calendário copta                                                             | 736 – 737                                            |
| Calendário etíope                                                            | 1012 – 1013                                          |
| Calendários hindus - Vikram Samvat - Calendário nacional indiano - Cáli Iuga | 1075 – 1076 941 – 942 4120 – 4121                    |
| Calendário Holoceno                                                          | 11020                                                |
| Calendário islâmico                                                          | 410 – 411                                            |
| Calendário judaico                                                           | 4780 – 4781                                          |
| Calendário persa                                                             | 398 – 399                                            |
| Calendário rúnico                                                            | 1270                                                 |
| Calendário solar tailandês                                                   | 1563                                                 |

1020 (MXX, na numeração romana) foi um ano bissexto do século XI do Calendário Juliano, da Era de Cristo, e as suas letras dominicais foram  C e B (52 semanas), teve início a uma sexta-feira e terminou a um sábado.
No território que viria a ser o reino de Portugal estava em vigor a Era de César que já contava 1058 anos.
| Ano completo                          |
| ------------------------------------- |
| Ano bissexto com início à sexta-feira |

## Nascimentos
- Constantino, o Africano, monge beneditino e membro da Escola Médica de Salerno que traduziu para latim diversas obras de medicina árabes  (m. 1087).
- Ermigio Viegas, senhor de Ribadouro,  (m. 1047).
- Frederico de Buren, senhor de Büren  (m. 1094).
- Gunhilda da Dinamarca, imperatriz consorte e primeira esposa de Henrique III, Sacro Imperador Romano-Germânico  (m. 1038).
- Papa Gregório VII (data provável; m. 1085).
- Guilherme I, conde da Borgonha, conde da Borgonha e Mâcon de 1057 até à sua morte  (m. 1087).
- Henrique II de Lovaina,  conde de Lovaina e de  conde de Bruxelas de 1054 até à sua morte  (m. 1078).
- João Comneno (doméstico das escolas), general bizantino  (m. 1067).
- Ordulfo da Saxónia, duque da Saxónia de 1059 até à sua morte  (m. 1072).

## Mortes
- Bernardo I Tallaferro (ou Bernardo de Besalú), conde de Besalú, Catalunha, de 998 até à sua morte   (n. c. 970).
- Ferdusi, poeta persa  (n. c. 940).
- Cacício I, rei do Reino da Armênia de 989 até à sua morte.
- Guifredo de Balsareny, vigário da cidade de Balsareny.
- Leif Ericson, explorador viquingue popularmente conhecido como o primeiro europeu a descobrir a América do Norte  (n. c. 970).
- Lovesendo Ramires, príncipe infante de Leão  (n. 940).
- Manuel Erótico Comneno general bizantino, o mais membro mais antigo conhecido da família Comneno.
- Munio Rodrigues (morto em 1020), rico-homem do Reino de Leão que governou as terras das Astúrias depois da morte do rei Afonso V.
- Tirídates (arquiteto), arquiteto dos reis bagrátidas da Arménia,  considerado por alguns autores como antecessor da arquitetura gótica da Europa ocidental (n. ca.  década de 940).